# Arthur River
Pour les autres significations, voir Arthur River (Tasmanie).
Arthur River est un hameau situé dans la Wheatbelt en Australie-Occidentale, entre les villages de Williams et Kojonup sur l'Albany Highway.

## Histoire
Arthur River doit son nom à la rivière qui la traverse, un affluent de la Rivière Blackwood. La rivière fut appelée ainsi par le gouverneur James Stirling en 1835 du nom d'Arthur Trimmer un membre de l'expédition envoyée par le gouverneur pour explorer la région.
Après l'arrivée de bagnards en Australie-Occidentale dans les années 1850, la route reliant Perth à Albany fut achevée et de nombreux petits villages s'installèrent sur le trajet de la "Coach road" pour servir de centre aux nombreux colons qui s'étaient installés dans la région depuis 1854. Arthur River devint progressivement un centre prospère avec un poste de police et une prison (1866), une auberge (the Mount Pleasant Inn) (1869), une église (St Paul's Church) (1885) qui existent toujours en ruines, un bureau de poste, un maréchal-ferrant, un médecin et des commerces. À la fin du siècle Arthur River était le principal point de peuplement de la région.
Quand la voie de chemin traversa la région plus à l'est en 1889, la plupart des commerçants allèrent s'installer le long de la nouvelle ligne et la plupart des villages et des commerces disparurent,.
À l'heure actuelle, Arthur River sert surtout de point de ravitaillement en essence pour les voyageurs avec quelques anciens bâtiments qui peuvent être visités. Il existe encore une station-service restaurant (The Mobil Arthur River Roadhouse) avec repas sur place ou à emporter et un magasin qui vend les produits de base, de l'alcool et qui fait bureau de poste. Ils ne sont pas ouverts en permanence.
L'« Arthur Wool Shed Group » avec son équipement pour la tonte et le traitement contre les parasites des moutons est un des principaux bâtiments du village. Il fut créé en 1910 et restauré en 2002 et figure maintenant dans les bâtiments historiques de l'État.